# رالي ألمانيا 2019
رالي ألمانيا 2019 هو سباق رالي أقيم في الفترة من 22 إلى 25 أغسطس 2019 في سارلاند. كان الجولة العاشرة ضمن بطولة العالم للراليات موسم 2019. تكون الرالي من 19 مرحلة. فاز أوت تاناك ببطولة السائقين بينما كان تويوتا جازو لسباقات الرالي بطلا للفرق.